# Lambert Escaler i Milà
Lambert Escaler i Milà (Vilafranca del Penedès, 1874 - Barcelona, 1957) va ser un escultor, decorador i comediògraf català, que va destacar per la seva producció de terracotes modernistes, representant bustos femenins amb influències simbolistes i de l'art nouveau amb les quals va aconseguir un gran reconeixement i èxit comercial.
És autor de diversos conjunts escultòrics aplicats a edificis, de figures de capgrossos i gegants, de diorames i de pessebres. En el camp teatral és autor de diferents comèdies, sainets i vodevils.

## Biografia
Fill de Benet Escaler i Paula Milà, tingué un germà, Arcadi, més gran que ell. L'any 1881, amb tan sols 7 anys, es traslladà amb la seva família a la ciutat de Barcelona, on obriren una sastreria de complements teatrals. Inicialment, es van instal·lar al carrer de Ferran i poc després regentaren El Ingenio al carrer Rauric, una botiga de regals i complements de carnestoltes i festes populars com màscares, serpentines, gegants i capgrossos, sorpreses, maniquins, etc. Als 30 anys va casar-se amb Elvira Subirachs, amb qui va tenir dues filles, Marta i Mercè.
Va tenir com a mínim dos estudis propis, un a l'Eixample, al carrer de Provença 314, i l'altre al barri de Gràcia, al carrer de Vallfogona. Aquí desenvolupà majoritàriament el seu talent com a escultor de bibelots en terracota, decorant, tal com descrivia la premsa de l'època:
| « | (…) les sales de les cases de la millor societat, no sols d'aquesta capital sinó de totes les poblacions importants de Catalunya. | » |

També creà figures per a diorames, activitat que desenvolupà paral·lelament a la creació de petites composicions teatrals. A partir de la decadència del moviment modernista i gràcies al contacte amb l'escultor Alfons Juyol i Bach, començà a col·laborar amb arquitectes com Eduard Ferrés i Puig —a la ciutat de Barcelona— o Eduardo Sánchez Eznarriaga —a Madrid—, dissenyant algunes de les escultures que decorarien les façanes dels seus edificis. Cap als anys 30, tornà a treballar a l'Ingenio, la botiga que regentà el seu pare, participant en la confecció de capgrossos i gegants.
En relació amb l'ambient artístic de la ciutat de Barcelona, sembla que no sovintejava gaire les tertúlies literàries i artístiques. Va ser soci del Cercle Artístic, associació on participà molt activament a través d'exposicions i altres activitats.

## Obra teatral

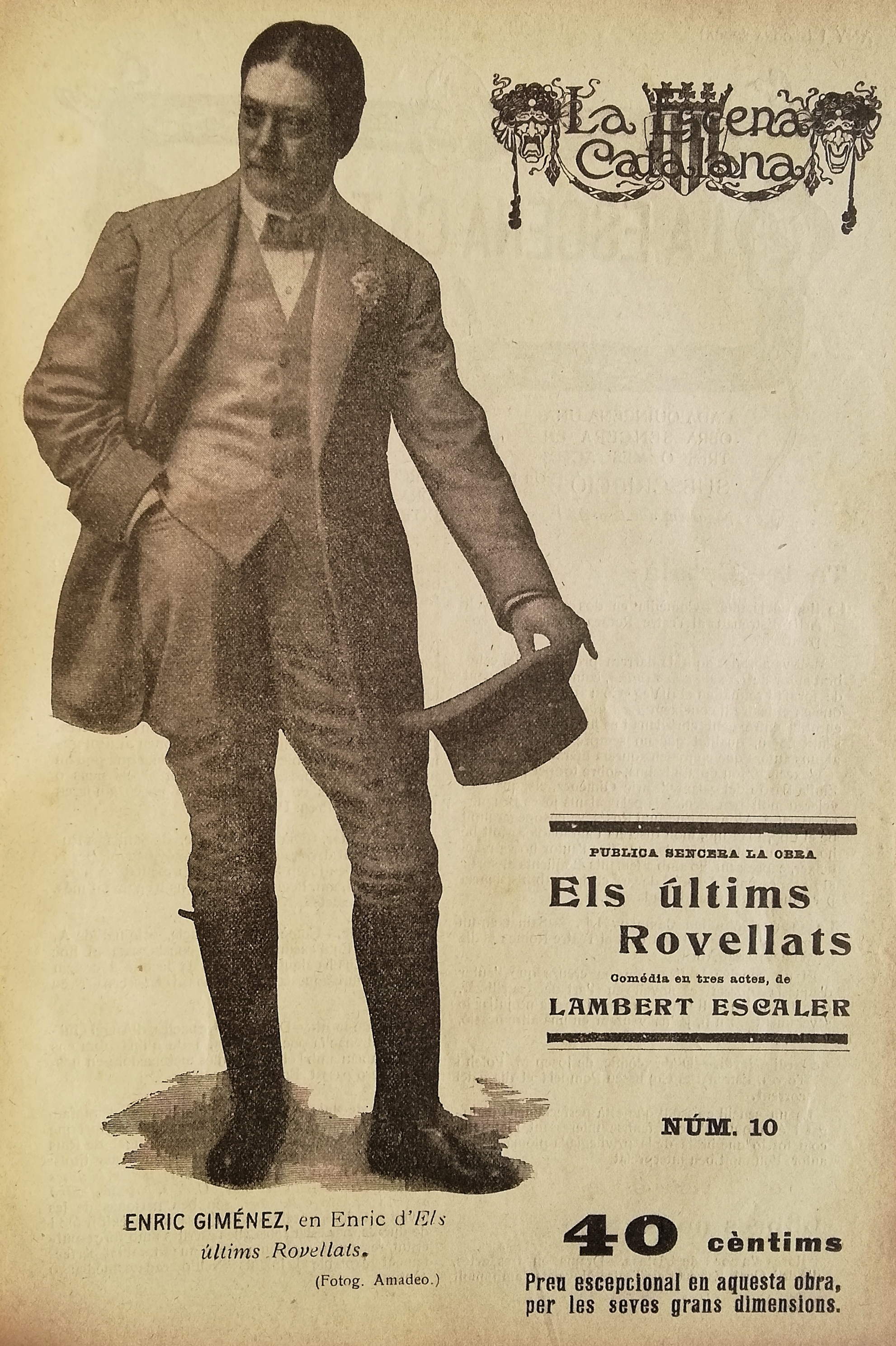
Els últims Rovellats, comèdia en tres actes de Lambert Escaler publicada a Barcelona per La Escena Catalana l'any 1918. Un dels actors principals fou Enric Giménez i Lloberas

La faceta d'Escaler com a escriptor teatral no és gaire coneguda dins la seva trajectòria artística, on ha tingut molt més succés la producció escultòrica vinculada estretament a les terracotes modernistes. Fins a cert punt, aquest desconeixement és força injust, perquè va ser una tasca a la qual va dedicar durant molts anys de la seva vida i que ocupà un lloc remarcable en la seva trajectòria. Paral·lelament al seu treball d'escultor, escriví petites obres literàries basades en l'anècdota, d'ironia caricaturesca, de personatges populars que s'expressen amb un llenguatge ple de barbarismes, i que retrata, no sense mala intenció, aquell sector de la societat de principis de segle que parlava en català, però que emprava paraules o expressions castellanes perquè «calia estar a la moda».
La seva trajectòria s'inicià amb la publicació en diaris i revistes locals de petits treballs els quals denominava «pessigolles». Molt aviat, però, va decidir introduir-se en el món pròpiament teatral, per la qual cosa redactà obres una mica més ambicioses, però que seguien el mateix tarannà popular i lleuger de sainets. El mateix Lambert Escaler subtitulava les seves peces com a «joguina», «sainet», «humorada» o «comèdia».
La seva primera estrena es va fer el 29 de gener de 1894 al teatre Romea —on posteriorment va estrenar la majoria de les seves obres—, amb Lo meu criat, una peça que va tenir una bona acollida de públic i de crítica fins al punt que el 1897 es feu una segona edició del text. Aquesta obra, amb una dedicatòria a Josep Campeny, el seu mestre en el camp de l'escultura, desenvolupava el seu estil característic, popular, fet de diàlegs breus i ràpids. A més, l'esquema argumental fixat aquí es repetirà en moltes de les seves comèdies, amb lleugeres variants. Situava la dona com a objecte de passió en una trama ambientada en el món burgès barceloní de l'època, a la part alta de la ciutat. Aquest mateix esquema també es repeteix en les seves escultures, on la «dona» i la «burgesia» hi seran termes inseparables.
A la seva època es valorà molt aquesta faceta de comediògraf, de manera sorprenent més per la qualitat que per la quantitat de les seves peces. Gaudí així de bastant èxit, fins a arribar en determinades ocasions a estar cent dies en cartell, fet que li va permetre representar obres no tan sols al Romea sinó també en altres teatres com el Novedades, el Principal, el Poliorama, o l'Orfeó Gracienc. Per aquest motiu, a Gràcia —on vivia— fou conegut com el «Santiago Rusiñol Gracienc». Fins i tot les seves comèdies s'arribaren a representar a l'Argentina. La bona crítica i acceptació de les seves peces va permetre que Escaler tingués la fortuna de veure-les representades per alguns dels millors actors i actrius del seu temps com ara Enric Borràs, Maria Morera, Lluís Mir, Aymerich, Sirvent, Gimbernat, Pius Daví, Pepeta Fornés, Maria Vila, Teresa Arquer i Elvira Fremont, entre d'altres, però sobretot Enric Giménez, que va dirigir alhora unes quantes de les seves comèdies. Sembla que, entre amics i a casa seva, ell mateix va interpretar algunes de les seves obres.
Després de Lo meu criat, Escaler va escriure molts títols, com ara Una poma per la sed, L'Amic Cirera, La familia Grill, Els Últims Rovellats, Dit i Fet, Homenots, Pessigolles, Ninorets, Els quatre amics d'en Rodó, Flors i Papallones, Les píndoles daurades ó El Cavaller, Victòria i Pau, o, El brot de Farigola; així com els monòlegs Les astúcies d'en Titella o un dimoni d'estar per casa i Entreacte. La seva darrera comèdia, Lo mestre està malalt, fou intitulada curiosament amb el títol de la seva primera obra escultòrica coneguda.
Com es pot veure, va començar a escriure les seves «joguines» molt abans de triomfar amb les seves terracotes, si bé va deixar de fer-ho després de la Guerra Civil, davant la prohibició d'escriure en català un espai de temps prou llarg, que indicà la importància fonamental que el teatre tingué a la seva vida.
Conjunt de l'obra teatral:
- Els últims Rovellats, comèdia en tres actes, estrenada al teatre Romea, el 26 de desembre de 1917.
- Dit i fet, estrenada al teatre Romea, l'1 de març de 1918.
- Homenots, estrenada al teatre Romea, el 19 d'octubre de 1918.
- Pessigolles, estrenada al teatre Romea, el 16 de gener de 1920.
- Ninotets, estrenada al teatre Romea, el 21 de maig de 1921.
- Els quatre amics d'en Rodó, comèdia, estrenada al teatre Romea, el 29 de gener de 1924.

## Escultura

### Inicis i formació (1883-1900)

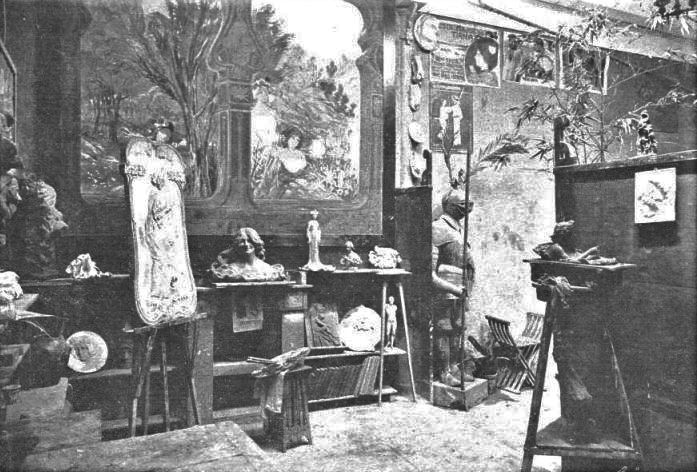
Taller de Lambert Escaler

Els seus primers contactes amb l'àmbit artístic i en concret el teatral i popular estaven relacionats amb l'ambient dels negocis que regentaren els seus pares, tant la sastreria teatral com l'Ingenio, i foren una influència essencial a la seva vida, estimulant el seu interès pel món del teatre i el món irreal de fantasia de caràcter popular.
Pel que fa a la formació acadèmica, el seu pare Benet Escaler, escultor aficionat, fou el seu primer mestre. Posteriorment fou deixeble de l'escultor Josep Campeny i Santamaria, artista que seria essencial en aquesta primera època, contagiant-lo no només de l'estil realista anecdòtic, del qual Campeny n'era representant, sinó també de l'ús de la terracota, material que tindria gran protagonisme en la seva carrera artística. També cal destacar en aquest moment de formació el paper del seu oncle, el dibuixant humorístic i comediògraf Ramon Escaler i Ullastre, el viatge d'estudis que va fer a la ciutat de París, i finalment el breu contacte amb l'Escola de la Llotja.
En aquesta primera etapa de creació escultòrica, en destaquen peces com l'obra El Mestre està malalt, escultura presentada al Reial Cercle Artístic de Barcelona l'any 1900 i que va tenir una bona rebuda per part de la crítica, el Retrat del sr. Subirachs o el Bust de Manola, obres primerenques on es veuen les influències del mestre Campeny així com una temàtica propera a l'anecdotisme tan popular a l'època.
| Any              | Nom                                          | Ubicació                                                                             | Descripció | Foto                  |
| ---------------- | -------------------------------------------- | ------------------------------------------------------------------------------------ | --- | --------------------- |
| 1900             | El mestre està malalt                        | Localització desconeguda                                                             | Escultura en terracota policromada. Escultura presentada en exposició al Reial Cercle Artístic de Barcelona l'any 1900 amb una bona rebuda per part de la crítica. Fou l'obra amb què Escaler va donar-se a conèixer al gran públic on encara es veuen trets propers a l'anecdotisme còmic i el treball primerenc del fang. | Lo mestre està malalt |
| Data desconeguda | Retrat del sr. Subirachs, sogre de l'artista | Fundació de les arts i els Artistes Arxivat 2013-01-20 a Wayback Machine., Barcelona | Escultura en terracota. L'estil d'aquesta peça resta ancorat encara en els convencionalismes acadèmics del segle xix, si bé el tractament ondulant de la barba ja recorda el Modernisme. Mides: 44x38x30 cm. |                       |
| Data desconeguda | Bust de Manola                               | Museu Romàntic Can Llopis, Consorci del Patrimoni de Sitges                          | Escultura en terracota amb pàtina de bronze. Malgrat desconèixer la data exacta d'execució, estilísticament la podríem ubicar dins de la seva primera etapa. És una obra encara marcada per l'aprenentatge amb el seu mestre Josep Campeny, tant per la temàtica -el prototipus de dona espanyola, que també va conrear- com per l'estil deutor del realisme vuitcentista; tot passant pel material amb què la va fer, el fang, també habitual en l'obra de Campeny. Mides: 45,2x35x19 cm. |                       |

### Terracotes modernistes (1900-1910)
Aquest és el període més prolífic de la seva producció escultòrica. En aquests anys, Lambert Escaler comença a fer un nou tipus de peces en terracota de petit format i caràcter ornamental però alhora utilitari, amb una clara influència en la temàtica de la natura i de la figura de la dona. Aquestes són les seves millors obres, les més famoses i les que el situen dins el panorama artístic del seu temps amb una personalitat singular.
L'èxit d'aquest període, es deu sobretot a l'olfacte comercial de l'artista. Amb el triomf de l'art noveau a l'Exposició Universal de París (1900) Escaler s'adonà de la manca de producció de bibelots en aquest nou estil i, per tant, decidí especialitzar-se en aquest tipus de peces i convertir-se en pioner tant en l'àmbit català com espanyol. Amb una visió comercial que li venia de família, es promocionà a la premsa de l'època (anuncis a Pèl & Ploma, Catalunya Artística…), treballà per a les principals empreses especialitzades de Barcelona (Fundació Artística Masriera i Campins, la casa Alfons Juyol…) i col·locà les seves terracotes a les principals botigues (Faianç Català, la botiga de Gustavo Martí i Batllori, la casa Boada…). Tot plegat va contribuir a fer que tota mena de públic adquirís massivament aquestes obres i, per tant, es popularitzés el Modernisme.
L'èxit comercial de Lambert Escaler es deu en part al model de producció i el material escollit. La seva obra realitzada en sèrie en terracota a partir de motlles de guix li va permetre produir una gran quantitat d'obres de qualitat a preus assequibles. El tret distintiu que el feia original fou la policromia individualitzada de cada una de les obres sense tornar-les a coure, un procés que aconseguia un aspecte més artesanal i que adaptaren altres artistes com Pau Gargallo i Catalán o Dionís Renart i Garcia. En aquest sentit és considerat un autèntic mestre en l'ús del color i l'autèntic creador, com també el principal especialista, en l'ús d'aquesta policromia innovadora pintada sobre l'obra directament, sense esmalts.
Com ja s'ha comentat prèviament, les obres es produïen en sèrie però cada peça rebia un tractament individualitzat, explicant l'excel·lent acabat de les seves terracotes. Aquest procés recorda l'esperit de les Arts and Crafts de William Morris per aquesta combinació encertada de modernitat sota el rostre de la tradició, aplicant l'art i l'artesania sobre els objectes d'ús quotidià, vivint envoltats de coses boniques i elevant l'artefacte a la categoria d'art.
| Any  | Nom                        | Ubicació                                                                             | Descripció | Foto     |
| ---- | -------------------------- | ------------------------------------------------------------------------------------ | --- | -------- |
| 1901 | Dolça catalana             | Museu del Modernisme Català, Barcelona                                               | Escultura en terracota policromada. Mides: 36x30x22 cm. Es tracta d'una de les primeres peces de les quals es té constància que Escaler reproduí en sèrie. Formà part de l'exposició inaugural de la nova seu del Faianç Català i rebé molt bona crítica. Aquesta al·legoria de Catalunya il·lustra de forma ben clara el sentiment catalanista que impulsava el seu autor. |          |
| 1902 | Maleïna (versió inacabada) | Fundació de les Arts i els Artistes Arxivat 2013-01-20 a Wayback Machine., Barcelona | Escultura en terracota. Mides: 34x42x19 cm. Aquest model fou un dels models més populars en la producció de Lambert Escaler i prova d'això són les nombroses versions que se'n conserven. L'absència de policromia segurament es deu al fet que va restar inacabada, el que permet veure l'estadi previ a la seva finalització. |          |
| 1902 | Maleïna                    | Museu del Modernisme Català, Barcelona                                               | Escultura en terracota policromada. Mides: 31x44,5x14 cm. Es tracta d'una versió de la popular Maleïna, en aquest cas, ja policromada. Aquest model apareix per primer cop amb aquest nom a la revista Pèl & Ploma, tot fent referència al personatge protagonista femení del drama simbolista La princesa Maleïna (1889), del belga Maurice Maeterlinck; Aquest prototipus femení es pot relacionar amb els busts de dames enigmàtiques de Francesco Laurana. Les obres d'aquest escultor renaixentista arribaren a ser molt populars entre els artistes de finals del segle xix, identificades amb el prototipus ideal de bellesa finisecular. | Maleïna  |
| 1902 | Floralia                   | Museu del Modernisme Català, Barcelona                                               | Escultura en terracota policromada. Mides: 24,5x44x14 cm. Tot i que l'exemplar reproduït a La Ilustración Artística i en el catàleg Reproducciones artísticas en barro policromado no coincideixen completament, el model de base és el mateix, és a dir, la Maleïna. | Floralia |

Durant aquest període, Lambert Escaler publicà Reproducciones artísticas en barro policromado. Álbum 1º un catàleg amb les peces que fabricava i venia. Aquest reproduïa una part del repertori de la seva obra amb imatges de les escultures, que no apareixien intitulades sinó numerades, el que reforça la idea del caràcter més comercial que artístic en la seva producció. Aquesta característica enllaça amb el caràcter obertament decorativista, molt propi del Modernisme, on es vincula la seva obra en aquest període. Dins de la barreja de tendències que aplegava el Modernisme, Escaler va optar pel corrent més simbolista, és a dir, pels valors de l'ensomni, de la idealització i de la sensualitat, precisament aquell vessant que va suscitar una acceptació més immediata per part de la burgesia catalana. A més, la seva obra resultava modesta, humana, sense gaires pretensions, i això va interessar aviat a la seva clientela.
D'altra banda, el catàleg esmentat mostra la preferència de Lambert Escaler per la temàtica femenina en quasi tota la seva producció escultòrica. Això es deu a la influència del Simbolisme, moviment artístic on la dona fatal i la dona angelical tenien un gran protagonisme. En les terracotes d'Escaler, la dona apareix com un ésser misteriós, irreal o temptador. Per aquest motiu, el model originari fou la dona prerrafaelita. Revistes de l'època com La Ilustración Artística, Luz o la Pàgina Artística de La Veu de Catalunya, reproduïen quadres prerafaelites al final del segle xix, fet que explicaria el vestuari medieval de moltes de les seves representacions femenines i l'aire melangiós que les posseeix. A més, no obstant això, també hi ha referències orientalistes als pentinats o fins i tot en la moda que portava la dona de la seva època.
| Any        | Nom            | Ubicació                                                                             | Descripció | Foto           |
| ---------- | -------------- | ------------------------------------------------------------------------------------ | --- | -------------- |
| 1902       | El petó perdut | Ajuntament de Castelldefels Arxivat 2013-11-05 a Wayback Machine.                    | Escultura en terracota policromada. Mides: 60x43x35 cm. Apareix per primer cop amb aquest títol a Pèl & Ploma. L'èxit d'aquest model ocasionà que produís altres versions semblants. En aquest cas, la figura mostra una jove en un posat insinuant, amb un vestit escotat tot obsequiant l'espectador amb un petó. | El petó perdut |
| 1903       | La inspiració  | Fundació de les Arts i els Artistes Arxivat 2013-01-20 a Wayback Machine., Barcelona | Escultura en terracota policromada. Mides: 43x26x17 cm. Apareix per primera vegada a la Il·lustració Catalana. És una de les seves peces amb més influència prerafaelita. | La inspiració  |
| Circa 1901 | Mirada al Vent | Museu del Modernisme Català, Barcelona                                               | Escultura en terracota. Mides: 27x45x32 cm. | Mirada al Vent |

El caràcter llunyà que imprimeix Lambert Escaler en aquestes escultures de dames té les seves dosis de mons atàvics o exòtics, molt de moda aleshores. Joies i vestits sovint porten a aquest món: per exemple, als cartells tan típicament art noveau d'Alphonse Mucha, veurem sovint joies o pentinats d'inspiració romana d'Orient. Artistes catalans com Francesc Masriera i Manovens també van representar aquests joiells. I probablement Escaler es va sentir encara més estimulat pel famós descobriment de la Dama d'Elx (4 agost 1897) i que es considerava com un magnífic exponent de la misteriosa cultura —i moda femenina— de Tartessos. Aquesta civilització acabà passant pel filtre vuitcentista d'allò que aleshores es veia com oriental, i es quedà amb la visió més superficial i decorativa. Aquesta mena de dona més oriental es pot veure a Somni. Així, doncs, ens trobem davant d'un món eternament femení, de forma directa o indirecta mitjançant plantes, flors i aigua, símbols de fertilitat i vida.
| Any              | Nom    | Ubicació                               | Descripció | Foto  |
| ---------------- | ------ | -------------------------------------- | --- | ----- |
| Data desconeguda | Somni  | Museu del Modernisme Català, Barcelona | Escultura en terracota policromada. Mides: 27,5x33 cm. Aquest gerro amb forma de dama romana d'Orient palesa l'interès que les cultures orientals i atàriques despertaren entre els artistes finiseculars. En aquelles dates es produí el descobriment de la Dama d'Elx. | Somni |
| 1903             | Deessa | Museu del Modernisme Català, Barcelona | Escultura en terracota policromada. Mides: 33x38x12 cm. Es tracta d'una variació a partir del model de la Maleïna. Escaler opta per abillar-la amb orfebreria d'inspiració etrusco-romana d'Orient, en relació amb les modes orientalistes de l'època.                   |       |

La dona era aquí un objecte que podia seduir només de manera simbòlica i, per tant, era ideal per a decorar les cases de la burgesia catalana, atesa la bellesa de les seves formes. D'aquí ve la proliferació en aquells anys d'escultures, pintures i objectes basats en la figura femenina. De vegades es buscaven excuses al·legòriques per a la seva representació, conceptes abstractes, o simplement, eren formes buides de contingut però ornamentals, boniques, corresponent a allò que s'esperava aleshores de les dones, és a dir, la seva absència de la vida pública, de la «realitat» com també la seva manca d'intel·lecte.
A més d'aquesta estètica simbolista i modernista, en moltes ocasions les seves peces tenien un sentit utilitari. Miralls, jardineres, joiers o llums formen part de la seva producció i eren al mateix temps veritables escultures que complien fidelment les característiques de l'art noveau. Així, un gran nombre d'aquestes peces venien determinades per l'objecte en qüestió, tot ressaltant el caràcter ornamental; un objecte d'ús quotidià podia presentar-se sota una aparença nova gràcies a les nimfes de l'art noveau, tot emfasitzant la seva presència o més bé amagant el fi utilitari de l'atuell.
| Any              | Nom              | Ubicació                               | Descripció | Foto             |
| ---------------- | ---------------- | -------------------------------------- | --- | ---------------- |
| Data desconeguda | Sensual          | Museu del Modernisme Català, Barcelona | Escultura en terracota i mirall. Mides: 30x46x20 cm. Escultura mirall on es pot veure la importància de la dona sensual i angelical d'arrels prerafaelites en l'obra del artista i la introducció de la policromia irreal reforçant l'onirisme. | Sensual          |
| 1901             | Plenitud         | Museu del Modernisme Català, Barcelona | Escultura en terracota policromada. Mides: 26x42x34 cm. Segons Arquitectura i Construcción, aquesta terracota complia la funció de joier a més d'ésser una escultura.                                                                           | Plenitud         |
| 1901             | Cap triomfant    | Museu del Modernisme Català, Barcelona | Escultura en terracota policromada. Mides: 23x50x29 cm. És una de les versions amb més èxit, de la qual més versions s'arribaren a fer. Destaca el seu sentit estètic i funcional, ja que pot actuar com a jardinera alhora que escultura.      | Cap triomfant    |
| Data desconeguda | L'Ofrena         | Museu del Modernisme Català, Barcelona | Escultura en terracota policromada. Data desconeguda. M: 23x50x25 cm. En aquest cas, també es tracta d'una escultura alhora que una jardinera.                                                                                                  | L'Ofrena         |
| Circa 1906       | Les Tres Gràcies | Museu del Modernisme Català, Barcelona | Escultura en terracota policromada i mirall. Mides: 81x29x29 cm. | Les Tres Gràcies |
| Data desconeguda | Àngels Músics    | Museu del Modernisme Català, Barcelona | Plafó en fang cuit policromat. M: 44,5x63 cm. Formava part d'un conjunt i és un dels pocs exemples de figura masculina a la seva obra. | Àngels Músics    |

Si comparem l'obra de Lambert Escaler en aquest període amb la d'altres escultors contemporanis, trobem moltes afinitats estilístiques en artistes com Victor Prouvé, Alfred Jean Foretay, Charles Korschann, E. Jonchery, Leo Laporte-Blairsy, Borse o Louis Chalon. En la seva obra podem veure o bé la mateixa tècnica de la terracota, el tema de la dona (i de la mateixa mena de dona), la policromia i la combinació de diferents materials o esquemes compositius similars. Entre les influències estètiques del seu temps, al costat de la desmaterialització de moltes parts de les terracotes, hi trobem un acusat realisme en la caracterització d'alguns rostres, possiblement una petjada del seu mestre Campeny, però que també pot recordar de vegades Carpeux. Així mateix, el prototipus femení recorda molt els prerafaelites, sobretot quan opta per la dona angelical com a Maleïna: la caracterització, amb els cabells recollits i els abillaments, ens porta per exemple a L'Ensomni de Joan Brull, pintura on la influència prerafaelita és ben palesa.

### Escultura aplicada a l'arquitectura (1900-1930)
A banda d'escultura de petit format, Escaler també realitzà escultura aplicada a l'arquitectura, tant a les façanes com als espais interiors. Malgrat que s'hagi dit que s'hi va dedicar quan el modernisme havia passat de moda, en realitat s'hi dedicà durant tota la seva vida. El gir estilístic arriba a partir de 1910, quan sembla que es produeix un canvi de gust i noves tendències artístiques. Lambert Escaler oscil·là en aquest període entre un classicisme proper a l'art déco i un altre més d'acord amb els plantejaments noucentistes.
Arran de l'èxit de la seva obra de caràcter modernista i una vegada aquest moviment inicià la seva davallada, va col·laborar amb diferents empreses constructores en la decoració de façanes o interiors d'edificis. Malauradament, moltes d'aquestes obres van desaparèixer i només les coneixem gràcies a fotografies de l'època. Va ser, doncs, una activitat força important encara que en la majoria dels casos s'encarregava dels models de fang, a partir dels quals, aquestes empreses feien les seves figures monumentals. Una de les empreses que li va encomanar més obres fou la Casa Butsems i Companyia de Barcelona.
En aquests tipus d'intervencions trobem diferents tipologies.

#### Xemeneies
No es conserven exemples sencers i tampoc queda clar el paper de l'artista en aquestes obres. Alguns historiadors de l'art descriuen com eren aquelles obres:
| « | (…) llars de foc amb temes figurals i naturalistes, com l'exemplar amb nimfes allotjades a l'ombra d'uns grans pins. | » |

D'altres matisen les intervencions d'Escaler tot dient que treballava com a modelista. Sigui com sigui, del conjunt d'intervencions en aquest àmbit, es coneix amb seguretat el treball en una xemeneia feta en guix per a la casa de Josep Amat i Virgili (obra inacabada i avui desmuntada parcialment del seu lloc originari).
| Any  | Nom      | Ubicació                     | Descripció                                                                                       | Foto                         |
| ---- | -------- | ---------------------------- | ------------------------------------------------------------------------------------------------ | ---------------------------- |
| 1900 | Xemeneia | Casa de Josep Amat i Virgili | Xemeneia construïda en guix. Obra inacabada i avui desmuntada parcialment del seu lloc original. | Casa de Josep Amat i Virgili |

#### Façanes o altres parts d'edificis
A banda d'un element arquitectònic tan específic com és la xemeneia, Escaler fou principalment contractat per a intervenir en façanes mitjançant alguna escultura figurativa (en certes ocasions també per als interiors). Aquesta activitat permeté a l'artista viatjar donat que els encàrrecs arribaren també de fora Catalunya.
La primera activitat documentada és a l'Antiga Casa Figueras, una petita joia modernista on es combinen les diverses disciplines, com ara la musivària, el ferro forjat, el vitrall o l'escultura. Projectada pel pintor i decorador Antoni Ros i Güell la intervenció d'Escaler correspon al plafó exterior, que representa a una pagesa amb una gavella de blat, d'acord amb el caràcter alimentari de la botiga. S'assembla a certs relleus de terracota que va fer sobre les estacions.
| Any  | Nom                  | Ubicació                                                  | Descripció                                                                                    | Foto                 |
| ---- | -------------------- | --------------------------------------------------------- | --------------------------------------------------------------------------------------------- | -------------------- |
| 1902 | Antiga Casa Figueras | Rambla de Sant Josep 83/carrer de la Petxina 1, Barcelona | Plafó amb una pagesa amb una gavella de blat, d'acord amb el caràcter alimentari de la botiga | Antiga casa Figueras |

Poc després l'escultor intervindria al Café Petit Terminus, (1905-1906) local d'un edifici projectat per Josep Puig i Cadafalch on va fer un plafó amb una figura femenina asseguda amb un cistell ple de raïms en referència al vi que es consumia al local. semblant a la que Massana i Buzzi va modelar per a l'exterior del Cafè Torino.
La darrera col·laboració (tampoc conservada) que tanca aquesta dècada daurada per a Escaler és la intervenció l'any 1906 al Cinema Poliorama, un local projectat per Miquel Moragas i Ricart i Salvador Alarma i Tastàs, amb els quals Escaler va col·laborar en més d'una ocasió. En aquest cas, va realitzar les figures femenines que ornaven la façana. Tot i no referenciada mai entre els edificis sobre els quals treballà Escaler, es tracta de les seves típiques nimfes, però ara en guix i de mides més grans. La seva realització correspon plenament als patrons de l'art noveau, des del moment en què es fusiona de forma perfecta amb l'arquitectura curvilínia i floral de la façana, tot buscant la connexió de la dona amb el món de la natura, a través de les tiges vegetals que ressegueixen les portes però també per les plomes de paó que ornaven les ales d'aquests àngels, leitmotiv per excel·lència de l'època. La seva ubicació dins de la sala, a l'intradós dels arcs —de nou aprofitant una línia corba—, i la forma plana d'acabar les túniques dels àngels sobre els murs del cinema, recorden a grans trets les escultures que Gargallo i Eusebi Arnau realitzaren respectivament, per a l'embocadura i l'escenari del Palau de la Música Catalana, de Lluís Domènech i Montaner, dos anys més tard. Malauradament només es pot admirar aquesta obra gràcies a les fotografies reproduïdes a les pàgines de la Il·lustració catalana perquè el 1912 el cinema es convertí en teatre i posteriorment els noucentistes es van encarregar de fer desaparèixer tot vestigi modernista de la construcció.
| Any  | Nom              | Ubicació                            | Descripció              | Foto             |
| ---- | ---------------- | ----------------------------------- | ----------------------- | ---------------- |
| 1906 | Cinema Poliorama | Rambla dels estudis, 115. Barcelona | Decoració de la façana  | Cinema Poliorama |
| 1906 | Cinema Poliorama | Rambla dels estudis, 115. Barcelona | Decoració de l'interior | Cinema Poliorama |

Durant la dècada següent destaca la seva participació l'any 1914 a la Casa Damians o Magatzems El Siglo, obra d'Eduard Ferrés i Puig. No queda clar si Escaler intervingué en les escultures de la façana, en forma de cariàtides o atlants d'estil classicista art déco, encara que si és segur que Escaler realitzà, els dos relleus en bronze situats sobre l'entrada principal. Ho demostra el fet que es pot veure la signatura «LE» a l'extrem interior esquerre, però també la de l'arquitecte «EF». Es conserven in situ i es pot apreciar que l'estil Escaler no té res a veure amb les seves peces anteriors, perquè han passat uns quants anys. És més a prop d'un estil art déco (fins i tot noucentista) i s'integra bé al mateix estil de l'edifici. A més, curiosament, s'hi representen figures masculines, encara que ell s'havia fet famós treballant l'ideal femení. Potser es tracta d'una al·legoria sobre l'art —es representa un home modelant un animal fabulós, en dos moments consecutius— o d'un relat mitològic, a causa del pentinat del jove i la presència del monstre, barreja entre un griu i una esfinx, que al·ludeix al món clàssic grec.
| Any  | Nom                              | Ubicació                                          | Descripció                                                                               | Foto                             |
| ---- | -------------------------------- | ------------------------------------------------- | ---------------------------------------------------------------------------------------- | -------------------------------- |
| 1914 | Casa Damians, Magatzems El Siglo | Carrer Pelai, 54/ Carrer Tallers 18-20, Barcelona | Plafons de la façana                                                                     | Casa Damians, Magatzems El Siglo |
| 1914 | Casa Damians, Magatzems El Siglo | Carrer Pelai, 54/ Carrer Tallers 18-20, Barcelona | Lambert Escaler al costat d'Eduard Ferrés i del model de cariàtide per a la casa Damians | Casa Damians, Magatzems El Siglo |

A més d'aquests relleus, al capdamunt de l'edifici hi ha unes escultures realitzades en pedra, a la manera noucentista, robustes i gens etèries —a diferència de les terracotes. Poden ser obra seva o es pot pensar que Escaler s'encarregà de fer-ne el model. Aquesta mena de cariàtide i atlant porten als peus una llegenda que diu «Studio» i «Labor» respectivament, que fan referència a les dues activitats fonamentals que afavoreixen el progrés humà, d'acord amb la mentalitat positivista de l'era industrial. Alhora serien el perfecte exemple de l'estil clàssic d'aquests moments, com ja s'ha comentat abans a la seva evolució estilística.
D'altres intervencions arquitectòniques resten encara sense concretar a causa de la remodelació dels edificis, com la possible intervenció a l'Antic Casa Jorba, obra d'Arnald Calvet i Peyronill o el Palau de la Generalitat i la Casa dels Canonges.
A la ciutat de Madrid va intervenir en tres edificis d'estil molt semblant tots, obra del mateix arquitecte, Eduardo Sánchez Eznarriaga. Del Teatro Odeón, avui Teatro Calderón, se sap que la construcció fou impulsada per la Sociedad de Atracciones. És la seva intervenció madrilenya més documentada i estaria centrada en la decoració exterior de la façana, decorada amb escultures. Possiblement també intervingué en l'edifici del Círculo del Ejército y la Armada i a l'edifici del Teatro Alcázar on Escaler va fer un conjunt escultòric de grans dimensions en pedra artificial, a base d'al·legories de la música i el teatre, situat a la façana.
| Any  | Nom            | Ubicació                  | Descripció                                                                             | Foto           |
| ---- | -------------- | ------------------------- | -------------------------------------------------------------------------------------- | -------------- |
| 1920 | Teatro Alcázar | Carrer Alcalá, 20. Madrid | Escaler fotografiat al costat d'un grupo escultòric que decora avui el Teatro Alcázar. | Teatro Alcázar |

I finalment, a la ciutat de Tarragona, al sortidor dels jardins del Museu de La Tabacalera, la figura d'un infant jugant amb un cigne fou esculpida per Escaler. A la ciutat de Manresa, sembla probable l'autoria dels escassos ornaments de la façana al Gran Kursaal, teatre i cinema construït per Josep Firmat i Serramalera, avui remodelat i, per tant, impossible de corroborar.

### Escultura de caràcter popular
A banda de l'escultura i el teatre, Lambert Escaler mantingué lligams estrets amb la cultura popular. Decisiva va ser la influència del negoci familiar El Ingenio on l'artista començà a relacionar-se amb el món del teatre —se sap que al local venien entrades per a les funcions del Teatre Romea de Barcelona— i amb el món artesà d'arrel popular.

#### Diorames (1900-1945)
Aquest tipus d'escultura ocupa un lloc destacat dins la seva producció i està relacionat directament amb el món del teatre. L'esperit festiu i popular de l'artista el van portar a fer un tipus d'escultura destinada a ser contemplada per un públic massiu, amb una finalitat lúdica, religiosa o museística. A la Barcelona de principis de segle, a més del cinema i el teatre, els diorames era una altra activitat de lleure pels ciutadans. Consistia en una tela de grans dimensions que, presentada en una sala fosca, creava en l'espectador la il·lusió de moviment gràcies a una encertada combinació d'elements opacs, transparències i jocs de llums. En aquest àmbit, cal destacar la col·laboració d'Escaler amb Salvador Alarma, decorador i escenògraf del modernisme, amb qui compartí diversos projectes en què Alarma s'encarregava de la part escenogràfica, mentre que Escaler s'ocupava de les figures.
De les primeres composicions on va col·laborar Lambert Escaler, es poden destacar la realització del gran pessebre-diorama del Cercle el Nadal l'any 1903-1904 o el realitzat per la Sala Mercè (Barcelona) l'any 1904-1905, on es representa una Sagrada Família en la fugida a Egipte.
| Any       | Nom                | Ubicació                                | Descripció                                                                | Foto |
| --------- | ------------------ | --------------------------------------- | ------------------------------------------------------------------------- | ---- |
| 1903-1904 | La fugida a Egipte | Associació de Pessebristes de Barcelona | Fang cru. Mides: 34x17x14 cm. (Sant Josep) i 37,5x31x10 cm. (Mare de Déu) |      |

El desembre de 1905, també a la Sala Mercè, es va instal·lar un altre diorama on intervingué Escaler en l'àmbit de l'escultura i Salvador Alarma amb l'escenografia. Es tracta del Mercat de Teherán, conjunt que es conserva majoritàriament al Museu Etnològic de Barcelona on es pot apreciar quatre grups d'hebreus, considerats com a part d'un pessebre més gran i que demostren la qualitat artística d'Escaler en aquest tipus de representacions.
L'any 1929, Escaler va participar en l'Exposición Iberoamericana de Sevilla, on va col·laborar amb Salvador Alarma i el seu alumne Josep Mestres i Cabanes amb la presentació d'un diorama representant el Descobriment d'Amèrica per part de Cristòfor Colom. Malauradament, no es conserva cap peça del conjunt encara que és coneguda la participació d'Escaler a les figures del primer terme.
Una nova col·laboració amb Alarma i Mestres Cabanes porta Escaler a realitzar un diorama on es representa una escena de clavetaires, destinada a la secció del ferro i de l'acer del Museu Folklòric de Ripoll de l'any 1933. La intervenció d'Escaler sembla documentada només en la figura del manxaire encara que podria haver fet d'altres.
| Any  | Nom                   | Ubicació                   | Descripció | Foto |
| ---- | --------------------- | -------------------------- | ---------- | ---- |
| 1933 | Escena de clavetaires | Museu Etnogràfic de Ripoll | Fang cru.  |      |

L'últim projecte d'Escaler de diorames, és de fet, el més conegut i documentat. Es tracta de les figures que realitzà l'any 1944 per al Museu d'Arts, Indústries i Tradicions Populars del Poble Espanyol de Montjuïc. El diorama recreava la Casa Pallaresa, una secció del museu on mitjançant un plantejament realista, es representaven accions quotidianes de la vida ramadera. Entre aquestes escenes destacaven la llar de foc, on la família reunida resa el rosari després del sopar; i l'escena dels pastors que descansen al matí abans de seguir el seu camí transhumant. La concepció del conjunt va ser idea de Ramon Violant i Simorra, Escaler s'encarregà de les figures i Mestres Cabanes de les escenografies.
També se sap que realitzà diorames per a teatres barcelonins i els madrilenys Alcázar i Calderón. Però la seva vinculació amb el món teatral no es limità a això, sinó que sembla que també va fer altres elements d'attrezzo, com escenografies o figures corpòries per al Liceu i dels personatges principals per a la representació teatral de Don Juan Tenorio, per al Teatre Tívoli de Barcelona.
Pel seu caràcter obertament popular i festiu cal destacar també els treballs de Lambert Escaler en la decoració de tota mena d'esdeveniments, des de balls de màscares fins a estands de fires de mostres, si bé, per altra banda, realitzà també una carrossa encarregada pel Gremi de Confiters, de la que no hi ha gaire informació. És probable que s'encarregués per a la cavalcada històrica, artística i industrial de les Festes de la Mercè de l'any 1902, encara que no hi ha dades que ho corroborin. Se sap que obtingué una medalla de plata com a premi.
| Any               | Nom      | Ubicació    | Descripció | Foto     |
| ----------------- | -------- | ----------- | --- | -------- |
| Entre 1900 i 1910 | Carrossa | Desconeguda | Carrossa realitzada per al Gremi de confiters. S'observen les típiques nimfes d'Escaler, de cos sencer, fent la funció de cariàtides d'un templet elaborat amb sucre. | Carrossa |

#### Capgrossos i gegants aEl Ingenio
La personalitat d'un artista com Lambert Escaler no es pot entendre del tot si no s'expliquen les arrels que nodriren la seva imaginació, arrels a les quals tornà un cop el modernisme desaparegué, i gràcies a les quals va produir les seves darreres creacions, lluny dels seus orígens simbolistes. Escaler no deixà d'estar lligat, d'una manera o altra, a la botiga del seu pare i queda palesa aquesta formació primerenca, i en la col·laboració que va fer amb el seu pare a l'Exposición Nacional de Industrias Artísticas e Internacional de Reproducciones, a Barcelona l'any 1892.
La participació d'Escaler a El Ingenio cal situar-la a partir dels anys 1930, una vegada el negoci ha canviat de mans i Delfí Homs n'és el nou propietari. Serà precisament Homs qui li demanà a Escaler i el seu col·laborador Lluís Sabadell de treballar per ell. En aquesta etapa s'encarregà de realització de gegants i acompanyants encara que és molt difícil d'adjudicar l'autoria sencera a Escaler, per les col·laboracions primer de Sabadell i després de Domènec Umbert. A més existeix la possibilitat que els motlles fossin reaprofitats per a figures posteriors, amb modificacions sobre l'original.
Destaquen la realització dels capgrossos de Vilanova i la Geltrú encara que moltes d'aquestes obres ja no es conserven. Així, doncs, Escaler va ser un artista que aconseguí allò que el seu pare només encetà: apropar l'art al poble i el poble a l'art, gràcies als avenços de la nova indústria.

## Exposicions
La primera vegada que el nom de Lambert Escaler apareix en una exposició fou a la Exposición Nacional de Industrias artísticas a la ciutat de Barcelona el 1892. En realitat fou una col·laboració amb el seu pare, Benet Escaler.
El primer lloc important on va exposar fou la sala del Cercle Artístic l'any 1900, exposant dues escultures —Retrat del dr. Ramon Castellar i el Mestre està Malalt— així com una pintura. L'any 1904 es va presentar a l'Exposició Nacional de Belles Arts de Madrid, aconseguint la medalla de plata per les seves quaranta-dues obres en fang policromat.
També va exposar obres a l'Exposició d'Art decoratiu, del Foment de les Arts decoratives, als salons de l'Institut de Foment del Treball Nacional el 1906 o a la I Exposició de Belles arts d'Artistes independents, al Cercle de propietaris de Gràcia el 1907. L'any 1919 participà en l'Exposició d'Art de Barcelona el 1919 amb l'escultura «Realitat» encara que no va rebre cap premi.
L'any 1929, Escaler va participar en l'Exposición Iberoamericana de Sevilla, on va col·laborar amb Salvador Alarma i el seu alumne Josep Mestres i Cabanes amb la presentació d'un diorama representant el Descobriment d'Amèrica per part de Cristòfor Colom.